# Patrizia Panico
(Melania Gabbiadini)
Patrizia Panico (Roma, 8 febbraio 1975) è un'allenatrice di calcio ed ex calciatrice italiana, di ruolo attaccante, vice-allenatrice dell'Olympique Lione.
Grazie alle sue doti tecniche e risultati ottenuti, è divenuta l'emblema del calcio femminile in Italia raccogliendo il testimone da Carolina Morace.
Ha vinto quattordici volte il titolo di capocannoniere della Serie A, in aggiunta al titolo di capocannoniere nella Champions League femminile 2007-2008, superando proprio la stessa Morace, ferma a 12; ha marcato quasi seicento reti, in più di cinquecento incontri, con le maglie di Lazio CF, Torino, Modena, ACF Milan, Bardolino Verona/AGSM Verona, Torres e Fiorentina.
Ha vinto 23 titoli di club ripartiti in 10 scudetti, 5 Coppe Italia e 8 Supercoppe italiane.
Detiene i record di presenze (204) e di reti (110) nella nazionale italiana, con cui ha vinto l'argento al campionato europeo di Norvegia e Svezia del 1997 e ha preso parte alla fase finale del campionato mondiale degli Stati Uniti del 1999.
Ritiratasi nel 2016, è stata assistente tecnico della nazionale italiana Under-16 maschile, prima di divenire selezionatrice della nazionale italiana Under-15 maschile, risultando così la prima donna ad allenare una rappresentativa maschile italiana.
Con 31 reti in 38 presenze, costituisce la calciatrice italiana con più gol nella storia della UEFA Women's Champions League.

## Carriera

### Giocatrice

#### Gli inizi
Appassionata di calcio fin da piccola, come sua sorella maggiore Sabrina, all'età di 13 anni entrò nelle giovanili del Borussia, formazione all'epoca di serie C della periferia sudorientale romana (Grotte Celoni), con cui si mise in luce come attaccante.
Grazie alle sue doti tecniche in un paio di stagioni fu in serie B al Valmontone.

#### L'approdo alla Lazio e l'esordio in Nazionale
A 19 anni entrò nella Lazio CF con cui esordì in serie A.
Causa esubero nel ruolo di attaccante, tuttavia, trascorse una stagione in prestito al Torino, nel 1995-96, stagione in cui giunsero 32 goal in campionato e la convocazione in nazionale maggiore dall'allora C.T. Sergio Guenza: l'8 aprile 1996 a Venezia Panico esordì in azzurro contro il Portogallo marcando il primo goal italiano e il suo primo personale dopo appena cinque minuti di gioco.

#### Modena
Con il passaggio al Modena, nel 1997, corona il sogno di giocare in coppia con Carolina Morace, una delle più forti calciatrici italiane di tutti i tempi, dalla quale erediterà il ruolo di icona del calcio femminile nostrano. Con i colori del Modena Amadio vince scudetto e Supercoppa.

#### Il ritorno alla Lazio e i mondiali statunitensi
Nel 1998 torna a vestire la maglia della Lazio, che le regala la gioia di un altro scudetto (nel 2003), di due Coppe Italia (nel 1999 e nel 2003) e di quattro titoli consecutivi della classifica cannonieri. La staffetta tra i diversi commissari tecnici che si susseguono alla guida della nazionale (Guenza, Vatta, Facchin, Recagni e Morace) non scalfiscono il suo legame con la rappresentativa azzurra, della quale diviene ben presto capitano. Nel 1999 prende parte alla spedizione azzurra che negli Stati Uniti disputa la fase finale dei Mondiali. L'Italia pareggia con la Germania, perde con il Brasile e batte il Messico, ma torna a casa già dopo il primo turno. Per lei c'è solo la gioia di due gol (sui tre realizzati dalla formazione azzurra).

#### La crisi della Lazio: la rottura e il passaggio al Milan
Tra il 2003 e il 2004 la Lazio - in quel periodo denominata Ad Decimum Lazio - paga con una grave crisi finanziaria i successi sportivi degli anni precedenti. Nel dicembre 2003 la dirigenza biancoceleste svincola a sorpresa 12 giocatrici della prima squadra e si affida all'organico della formazione Primavera. La Panico, vittima del taglio assieme ad altri elementi della nazionale, resta senza squadra. Medita il ritiro dall'attività agonistica, ma poi decide di accasarsi al Milan, dove conclude la stagione senza primeggiare tra i bomber del campionato.

#### La seconda esperienza nel Torino
Nell'estate 2004 torna al Torino, dove al termine della stagione 2004-2005 si riprende il titolo di capocannoniere della Serie A, un primato condiviso con Valentina Boni del Bardolino Verona. Le 32 reti della Panico non bastano però alla formazione granata per conquistare il campionato, con la Scudetto vinto dal Bardolino Verona davanti alla Torres. Lo stesso scenario si ripete nella stagione successiva; Panico chiude la stagione con 24 reti, maggiore realizzatrice in campionato, di due nuovamente davanti a Boni e di dieci davanti alla seconda marcatrice del Torino, Maria Ilaria Pasqui, tuttavia l'apporto dell'attaccante romana non permette alla sua squadra che di terminare al terzo posto con 46 punti, a 10 dalla capolista Fiamma Monza al suo primo titolo nazionale.

#### I successi con il Bardolino
Solo con l'approdo al Bardolino - nella stagione 2006-2007 - torna a vincere lo Scudetto, il terzo della sua carriera, che viene condito da una Coppa Italia e dall'immancabile successo nella classifica cannonieri.
Nel 2007-08 il Bardolino, trascinato dai gol del terzetto Boni-Gabbiadini-Panico, si conferma in Italia per il secondo anno consecutivo (vincendo anche la Supercoppa italiana) e guadagna spessore in campo continentale raggiungendo le semifinali della UEFA Women's Cup, la Champions League al femminile, dove diventa capocannoniere con nove realizzazioni, ex aequo con l'ucraina Vira Djatel e con l'islandese Margrét Lára Viðarsdóttir. Il sogno europeo della formazione veronese si spegne solo davanti ai gol del Francoforte di Birgit Prinz. Per la Panico, che in campionato vince l'ottavo titolo di capocannoniere, questa rimane comunque la migliore esperienza europea della carriera.

#### La qualificazione all'Europeo. Il passaggio alla Torres e i trionfi sardi
Nell'ottobre 2008 due sue reti sono decisive nel doppio confronto tra la nazionale italiana e quella ceca (entrambi vinti, il primo per 1-0 e il secondo per 2-1) e permettono l'accesso all'Europeo 2009. Vince il suo quinto scudetto trionfando ancora con il Bardolino, che lascia alla fine della stagione 2008-09 per passare alla Torres con cui vince due scudetti di fila: 2009-2010 e 2010-2011 (7º personale, 5º consecutivo), due Supercoppe italiane (2009 e 2010), la Coppa Italia 2010-2011 e il titolo di capocannoniere nel campionato di serie A 2010-2011.
Durante l'estate del 2010 ha giocato negli Stati Uniti d'America indossando la maglia delle Sky Blue. Dal 2007 al 2011 ha vinto cinque campionati di fila (tre con il Bardolino e due con la Sassari Torres). In due campionati (2009-2010 e 2010-2011) giocati con la maglia della Torres, ha disputato 44 partite segnando 43 reti. Nel 2011 ha vinto il suo decimo titolo di capocannoniere della serie A negli ultimi 13 anni (nel 2004-2005 a pari merito con Valentina Boni). Il 1º luglio 2011 rinnova per un altro anno il suo contratto con la Torres.

#### Il ritorno a Verona
Nell'estate 2014 Panico ritiene conclusa l'esperienza con le isolane e decide di sottoscrivere un contratto con l'AGSM Verona, erede del Bardolino Verona, società veronese con cui giocò dal 2006 al 2009. Alla sua stagione di ritorno con la maglia gialloblu, la 2014-2015, contribuisce a fare raggiungere alla società posizioni di vertice nella classifica fin dalle prime giornate di campionato, grazie anche alla sua capacità di realizzazione, al termine del quale conquista il suo decimo scudetto personale e il titolo di campione d'Italia, siglando 34 reti in 25 incontri ottenendo così anche il titolo di capocannoniere del torneo, ritoccando a quattordici il record personale.

#### Il trasferimento alla Fiorentina Women's
Nell'agosto 2015 si trasferisce alla Fiorentina Women's, nuova realtà del calcio cittadino e istituita come sezione femminile dell'omonimo club maschile. Alla sua stagione d'esordio Panico viene utilizzata dal tecnico Sauro Fattori in 21 dei 22 incontri giocati in campionato, contribuendo, grazie anche alle 20 reti siglate, migliore realizzatrice della squadra ma solo al quarto posto in campionato, a fare rimanere la Fiorentina nelle parti alte della classifica di Serie A 2015-2016, a tratti anche al primo posto, e sfiorare l'accesso alla UEFA Women's Champions League, sfumata all'ultima giornata, terminando al terzo posto dietro alle campionesse del Brescia e all'AGSM Verona. In Coppa Italia il percorso invece si interrompe già agli Ottavi di finale per opera del San Zaccaria. Nel torneo Panico realizza le sue uniche reti, una doppietta, al Castelfranco, nell'incontro della prima fase eliminatoria.
Il 16 febbraio 2016 in occasione della presentazione della finale della Champions League 2016 a Reggio Emilia Patrizia Panico (204 presenze e 110 reti in Nazionale) è stata nominata dalla UEFA testimonial della Finale 2016. A fine anno, dopo avere collezionato 21 presenze e 20 gol, si ritira dal calcio giocato.

### Allenatrice
Dal 2016 è assistente allenatrice di Daniele Zoratto alla guida dell'Italia U-16 maschile; il 22 marzo 2017, complice l'assenza di Zoratto che doveva seguire un incontro della Under-19, Panico guidò la sua prima partita a Verona contro i pari età della Germania.
A giugno 2017, presso il Centro tecnico FIGC di Coverciano, ha intrapreso il corso per allenatori professionisti di 2ª categoria UEFA A per abilitazione alla guida di prime squadre fino alla Lega Pro e qualsiasi squadra giovanile, nonché l'abilitazione di allenatore in 2ª in serie A e B. Il 7 settembre seguente supera con esito positivo l'esame di fine corso.
Il 2 luglio 2021 diventa la nuova allenatrice della Fiorentina, con cui firma un biennale.
Il 6 agosto 2024, entra ufficialmente a far parte dello staff dell'Olympique Lione, nella massima serie francese, come vice del tecnico Joe Montemurro.

## Statistiche

### Presenze e reti nei club
| Stagione            | Squadra          | Campionato       | Campionato | Campionato | Coppe nazionali | Coppe nazionali | Coppe nazionali | Coppe continentali | Coppe continentali | Coppe continentali | Altre coppe | Altre coppe | Altre coppe | Totale | Totale |
| Stagione            | Squadra          | Comp             | Pres       | Reti       | Comp            | Pres            | Reti            | Comp               | Pres               | Reti               | Comp        | Pres        | Reti        | Pres   | Reti   |
| ------------------- | ---------------- | ---------------- | ---------- | ---------- | --------------- | --------------- | --------------- | ------------------ | ------------------ | ------------------ | ----------- | ----------- | ----------- | ------ | ------ |
| 1993-1994           | Lazio CF         | A                | 23         | 8          | CI              | ?               | ?               | -                  | -                  | -                  | -           | -           | -           | 23+    | 8+     |
| 1994-1995           | Lazio CF         | A                | 19         | 5          | CI              | ?               | ?               | -                  | -                  | -                  | -           | -           | -           | 19+    | 5+     |
| 1995-1996           | Lazio CF         | A                | 29         | 19         | CI              | ?               | ?               | -                  | -                  | -                  | -           | -           | -           | 29+    | 19+    |
| 1996-1997           | Torino           | A                | 30         | 32         | CI              | ?               | ?               | -                  | -                  | -                  | -           | -           | -           | 30+    | 32+    |
| 1997-1998           | Modena           | A                | 28         | 29         | CI              | ?               | ?               | -                  | -                  | -                  | SI          | 1           | 0           | 29+    | 30+    |
| 1998-1999           | Lazio CF         | A                | 28         | 49         | CI              | ?               | ?               | -                  | -                  | -                  | -           | -           | -           | 28+    | 49+    |
| 1999-2000           | Lazio CF         | A                | 29         | 41         | CI              | ?               | ?               | -                  | -                  | -                  | SI          | 1           | 1           | 29+    | 41+    |
| 2000-2001           | Lazio CF         | A                | 29         | 41         | CI              | ?               | ?               | -                  | -                  | -                  | -           | -           | -           | 29+    | 41+    |
| 2001-2002           | Lazio CF         | A                | 27         | 48         | CI              | ?               | ?               | -                  | -                  | -                  | -           | -           | -           | 27+    | 48+    |
| 2002-2003           | Lazio CF         | A                | 26         | 35         | CI              | ?               | ?               | WCL                | 3                  | 4                  | SI          | 1           | 0           | 30+    | 39+    |
| set.-nov. 2003      | Lazio CF         | A                | 8          | 7          | CI              | 0               | 0               | -                  | -                  | -                  | SI          | 1           | 1           | 9      | 8      |
| Totale Lazio        | Totale Lazio     | Totale Lazio     | 218        | 253        |                 | 0+              | 0+              | -                  | 3                  | 4                  |             | 3           | 2           | 224+   | 259+   |
| nov. 2003-giu. 2004 | ACF Milan        | A                | 13         | 9          | CI              | 5               | 1               | -                  | -                  | -                  | -           | -           | -           | 27     | 6      |
| 2004-2005           | Torino           | A                | 19         | 32         | CI              | ?               | ?               | -                  | -                  | -                  | -           | -           | -           | 19+    | 32+    |
| 2005-2006           | Torino           | A                | 20         | 24         | CI              | ?               | ?               | -                  | -                  | -                  | -           | -           | -           | 20+    | 24+    |
| Totale Torino       | Totale Torino    | Totale Torino    | 74         | 88         |                 | 5+              | 1+              |                    | -                  | -                  |             | -           | -           | 79+    | 89+    |
| 2006-2007           | Bardolino Verona | A                | 22         | 21         | CI              | 9               | 11              | -                  | -                  | -                  | SI          | 1           | 0           | 32     | 33     |
| 2007-2008           | Bardolino Verona | A                | 19         | 27         | CI              | 7               | 8               | WCL                | 10                 | 9                  | SI          | 1           | 0           | 37     | 44     |
| 2008-2009           | Bardolino Verona | A                | 21         | 23         | CI              | 7               | 14              | WCL                | 5                  | 1                  | SI          | 1           | 0           | 34     | 38     |
| Totale Bardolino    | Totale Bardolino | Totale Bardolino | 62         | 73         |                 | 23              | 33              |                    | 15                 | 10                 |             | 3           | 0           | 103    | 116    |
| 2009-2010           | Torres           | A                | 22         | 17         | CI              | 5               | 1               | WCL                | 8                  | 5                  | SI          | 1           | 0           | 36     | 23     |
| 2010                | Sky Blue         | USL WL           | 10         | 0          |                 | -               | -               |                    | -                  | -                  |             | -           | -           | 10     | 0      |
| 2010-2011           | Torres           | A                | 22         | 26         | CI              | 4               | 3               | WCL                | 2                  | 0                  | SI          | 1           | 0           | 29     | 26     |
| 2011-2012           | Torres           | A                | 25         | 28         | CI              | 4               | 2               | WCL                | 4                  | 2                  | SI          | 1           | 2           | 36     | 37     |
| 2012-2013           | Torres           | A                | 29         | 35         | CI              | 2               | 2               | WCL                | 6                  | 8                  | SI          | 1           | 2           | 38     | 47     |
| 2013-2014           | Torres           | A                | 30         | 43         | CI              | 1               | 1               | WCL                | 6                  | 2                  | SI          | 1           | 1           | 38     | 47     |
| Totale Torres       | Totale Torres    | Totale Torres    | 98         | 106        |                 | 15              | 8               |                    | 20                 | 17                 |             | 4           | 5           | 137    | 136    |
| 2014-2015           | AGSM Verona      | A                | 25         | 34         |                 | -               | -               | -                  | -                  | -                  | -           | -           | -           | 25     | 34     |
| 2015-2016           | Fiorentina       | A                | 21         | 20         | CI              | 2               | 2               | -                  | -                  | -                  | -           | -           | -           | 23     | 22     |
| Totale              | Totale           | Totale           | 549        | 618        |                 | 50+             | 44+             |                    | 38                 | 31                 |             | 11          | 6           | 686+   | 733+   |

### Cronologia presenze e reti in nazionale
Secondo la FIGC, le presenze complessive in nazionale sono 204 e le reti 110. Dal sottostante elenco mancano le potenziali presenze in partite delle quali manca il referto.

| Cronologia completa delle presenze e delle reti in nazionale ― Italia | Cronologia completa delle presenze e delle reti in nazionale ― Italia | Cronologia completa delle presenze e delle reti in nazionale ― Italia | Cronologia completa delle presenze e delle reti in nazionale ― Italia | Cronologia completa delle presenze e delle reti in nazionale ― Italia | Cronologia completa delle presenze e delle reti in nazionale ― Italia | Cronologia completa delle presenze e delle reti in nazionale ― Italia | Cronologia completa delle presenze e delle reti in nazionale ― Italia |
| Data                                                                  | Città                                                                 | In casa                                                               | Risultato                                                             | Ospiti                                                                | Competizione                                                          | Reti                                                                  | Note                                                                  |
| --------------------------------------------------------------------- | --------------------------------------------------------------------- | --------------------------------------------------------------------- | --------------------------------------------------------------------- | --------------------------------------------------------------------- | --------------------------------------------------------------------- | --------------------------------------------------------------------- | --------------------------------------------------------------------- |
| 7-4-1996                                                              | Venezia                                                               | Italia                                                                | 4 – 1                                                                 | Portogallo                                                            | Qual. Euro 1997                                                       | 1                                                                     | 86’                                                                   |
| 11-5-1996                                                             | Parenzo                                                               | Croazia                                                               | 0 – 0                                                                 | Italia                                                                | Qual. Euro 1997                                                       | -                                                                     | 46’                                                                   |
| 9-10-1996                                                             | Torino                                                                | Italia                                                                | 0 – 1                                                                 | Svezia                                                                | Amichevole                                                            | -                                                                     | 71’                                                                   |
| 30-10-1996                                                            | Giubiasco                                                             | Svizzera                                                              | 0 – 1                                                                 | Italia                                                                | Amichevole                                                            | -                                                                     |                                                                       |
| 11-12-1996                                                            | Benevento                                                             | Italia                                                                | 0 – 0                                                                 | Germania                                                              | Amichevole                                                            | -                                                                     | 46’                                                                   |
| 26-2-1997                                                             | Lovanio                                                               | Belgio                                                                | 1 – 1                                                                 | Italia                                                                | Amichevole                                                            | -                                                                     | 31’                                                                   |
| 23-4-1997                                                             | Torino                                                                | Italia                                                                | 2 – 0                                                                 | Inghilterra                                                           | Amichevole                                                            | -                                                                     | 46’                                                                   |
| 31-5-1997                                                             | Salem                                                                 | Italia                                                                | 3 – 0                                                                 | Australia                                                             | Coppa USA                                                             | 1                                                                     |                                                                       |
| 4-6-1997                                                              | Worcester                                                             | Italia                                                                | 2 – 1                                                                 | Canada                                                                | Coppa USA                                                             | -                                                                     |                                                                       |
| 8-6-1997                                                              | Washington                                                            | Stati Uniti                                                           | 2 – 0                                                                 | Italia                                                                | Coppa USA                                                             | -                                                                     |                                                                       |
| 30-6-1997                                                             | Moss                                                                  | Germania                                                              | 1 – 1                                                                 | Italia                                                                | Euro 1997 - Fase a gironi                                             | -                                                                     | 42’                                                                   |
| 3-7-1997                                                              | Lillestrøm                                                            | Italia                                                                | 2 – 2                                                                 | Danimarca                                                             | Euro 1997 - Fase a gironi                                             | 1                                                                     | 65’                                                                   |
| 6-7-1997                                                              | Lillestrøm                                                            | Norvegia                                                              | 0 – 2                                                                 | Italia                                                                | Euro 1997 - Fase a gironi                                             | -                                                                     | 90+4’                                                                 |
| 9-7-1997                                                              | Lillestrøm                                                            | Italia                                                                | 2 – 1                                                                 | Spagna                                                                | Euro 1997 - Semifinale                                                | -                                                                     | 31’                                                                   |
| 12-7-1997                                                             | Oslo                                                                  | Italia                                                                | 0 – 2                                                                 | Germania                                                              | Euro 1997 - Finale                                                    | -                                                                     | 61’                                                                   |
| 1-11-1997                                                             | Nyon                                                                  | Svizzera                                                              | 1 – 3                                                                 | Italia                                                                | Qual. Mondiali 1999                                                   | 1                                                                     |                                                                       |
| 22-11-1997                                                            | Como                                                                  | Italia                                                                | 0 – 0                                                                 | Francia                                                               | Qual. Mondiali 1999                                                   | -                                                                     |                                                                       |
| 5-2-1998                                                              | Catania                                                               | Italia                                                                | 0 – 1                                                                 | Germania                                                              | Amichevole                                                            | -                                                                     | 46’                                                                   |
| 25-3-1998                                                             | Termoli                                                               | Italia                                                                | 0 – 0                                                                 | Cina                                                                  | Amichevole                                                            | -                                                                     | 46’                                                                   |
| 11-4-1998                                                             | Blois                                                                 | Francia                                                               | 2 – 3                                                                 | Italia                                                                | Qual. Mondiali 1999                                                   | 1                                                                     |                                                                       |
| 21-4-1998                                                             | West Bromwich                                                         | Inghilterra                                                           | 1 – 2                                                                 | Italia                                                                | Amichevole                                                            | -                                                                     | 46’                                                                   |
| 5-5-1998                                                              | Cagliari                                                              | Italia                                                                | 1 – 0                                                                 | Finlandia                                                             | Qual. Mondiali 1999                                                   | -                                                                     | 65’                                                                   |
| 16-5-1998                                                             | Perugia                                                               | Italia                                                                | 2 – 0                                                                 | Svizzera                                                              | Qual. Mondiali 1999                                                   | -                                                                     | 82’                                                                   |
| 27-5-1998                                                             | Espoo                                                                 | Finlandia                                                             | 0 – 2                                                                 | Italia                                                                | Qual. Mondiali 1999                                                   | 1                                                                     |                                                                       |
| 6-1-1999                                                              | Sydney                                                                | Canada                                                                | 0 – 1                                                                 | Italia                                                                | Australian Cup                                                        | 1                                                                     |                                                                       |
| 8-1-1999                                                              | Sydney                                                                | Australia                                                             | 1 – 1 (4 - 5 dtr)                                                     | Italia                                                                | Australian Cup                                                        | 1                                                                     | 89’                                                                   |
| 21-4-1999                                                             | Soverato                                                              | Italia                                                                | 1 – 1                                                                 | Svezia                                                                | Amichevole                                                            | 1                                                                     |                                                                       |
| 12-5-1999                                                             | Fabriano                                                              | Italia                                                                | 2 – 2                                                                 | Norvegia                                                              | Amichevole                                                            | -                                                                     |                                                                       |
| 26-5-1999                                                             | Lugo                                                                  | Italia                                                                | 4 – 1                                                                 | Inghilterra                                                           | Amichevole                                                            | 2                                                                     |                                                                       |
| 20-6-1999                                                             | Pasadena                                                              | Germania                                                              | 1 – 1                                                                 | Italia                                                                | Mondiali 1999 - Fase a gironi                                         | 1                                                                     |                                                                       |
| 24-6-1999                                                             | Chicago                                                               | Brasile                                                               | 2 – 0                                                                 | Italia                                                                | Mondiali 1999 - Fase a gironi                                         | -                                                                     |                                                                       |
| 27-6-1999                                                             | Boston                                                                | Messico                                                               | 0 – 2                                                                 | Italia                                                                | Mondiali 1999 - Fase a gironi                                         | 1                                                                     |                                                                       |
| 22-9-1999                                                             | Reykjavík                                                             | Islanda                                                               | 0 – 0                                                                 | Italia                                                                | Qual. Euro 2001                                                       | -                                                                     |                                                                       |
| 13-10-1999                                                            | Castelfranco di Sotto                                                 | Italia                                                                | 1 – 0                                                                 | Ucraina                                                               | Qual. Euro 2001                                                       | 1                                                                     |                                                                       |
| 11-11-1999                                                            | Isernia                                                               | Italia                                                                | 4 – 4                                                                 | Germania                                                              | Qual. Euro 2001                                                       | 3                                                                     |                                                                       |
| 7-6-2000                                                              | Urbino                                                                | Italia                                                                | 1 – 0                                                                 | Islanda                                                               | Qual. Euro 2001                                                       | -                                                                     |                                                                       |
| 17-6-2000                                                             | Kiev                                                                  | Ucraina                                                               | 0 – 0                                                                 | Italia                                                                | Qual. Euro 2001                                                       | -                                                                     |                                                                       |
| 7-7-2000                                                              | New York                                                              | Stati Uniti                                                           | 4 – 1                                                                 | Italia                                                                | Amichevole                                                            | -                                                                     | 86’                                                                   |
| 27-9-2000                                                             | San Giorgio di Nogaro                                                 | Italia                                                                | 2 – 1                                                                 | Slovacchia                                                            | Amichevole                                                            | 1                                                                     | 79’                                                                   |
| 22-11-2000                                                            | Portalegre                                                            | Portogallo                                                            | 1 – 0                                                                 | Italia                                                                | Qual. Euro 2001 - Play-off                                            | -                                                                     |                                                                       |
| 17-1-2001                                                             | Vibo Valentia                                                         | Italia                                                                | 3 – 0                                                                 | Scozia                                                                | Amichevole                                                            | 1                                                                     |                                                                       |
| 7-3-2001                                                              | Rieti                                                                 | Italia                                                                | 1 – 0                                                                 | Stati Uniti                                                           | Amichevole                                                            | -                                                                     |                                                                       |
| 1-5-2001                                                              | Monza                                                                 | Italia                                                                | 2 – 0                                                                 | Belgio                                                                | Amichevole                                                            | 1                                                                     |                                                                       |
| 10-5-2001                                                             | Troisdorf                                                             | Germania                                                              | 1 – 0                                                                 | Italia                                                                | Amichevole                                                            | -                                                                     |                                                                       |
| 17-6-2001                                                             | Tavarone                                                              | Italia                                                                | 2 – 0                                                                 | Finlandia                                                             | Amichevole                                                            | 1                                                                     |                                                                       |
| 25-6-2001                                                             | Aalen                                                                 | Italia                                                                | 2 – 1                                                                 | Danimarca                                                             | Euro 2001 - Fase a gironi                                             | 2                                                                     |                                                                       |
| 28-6-2001                                                             | Reutlingen                                                            | Italia                                                                | 1 – 1                                                                 | Norvegia                                                              | Euro 2001 - Fase a gironi                                             | -                                                                     |                                                                       |
| 1-7-2001                                                              | Ulma                                                                  | Francia                                                               | 2 – 0                                                                 | Italia                                                                | Euro 2001 - Fase a gironi                                             | -                                                                     | 90’                                                                   |
| 13-2-2002                                                             | Ostia                                                                 | Italia                                                                | 2 – 0                                                                 | Paesi Bassi                                                           | Amichevole                                                            | -                                                                     | 81’                                                                   |
| 24-3-2002                                                             | Pozoblanco                                                            | Spagna                                                                | 0 – 1                                                                 | Italia                                                                | Qual. Mondiali 2003                                                   | -                                                                     |                                                                       |
| 10-4-2002                                                             | Copenaghen                                                            | Danimarca                                                             | 4 – 0                                                                 | Italia                                                                | Amichevole                                                            | -                                                                     |                                                                       |
| 22-5-2002                                                             | Seljatino                                                             | Russia                                                                | 2 – 1                                                                 | Italia                                                                | Qual. Mondiali 2003                                                   | -                                                                     |                                                                       |
| 8-6-2002                                                              | Arzachena                                                             | Italia                                                                | 0 – 0                                                                 | Islanda                                                               | Qual. Mondiali 2003                                                   | -                                                                     |                                                                       |
| 13-6-2002                                                             | Požarevac                                                             | Jugoslavia                                                            | 0 – 6                                                                 | Italia                                                                | Amichevole                                                            | 1                                                                     |                                                                       |
| 2-10-2002                                                             | Cary                                                                  | Russia                                                                | 2 – 1                                                                 | Italia                                                                | Coppa USA                                                             | -                                                                     | 71’                                                                   |
| 6-10-2002                                                             | Cary                                                                  | Stati Uniti                                                           | 4 – 0                                                                 | Italia                                                                | Coppa USA                                                             | -                                                                     |                                                                       |
| 9-10-2002                                                             | Cary                                                                  | Italia                                                                | 1 – 0                                                                 | Australia                                                             | Coppa USA                                                             | -                                                                     |                                                                       |
| 13-11-2002                                                            | Lovanio                                                               | Belgio                                                                | 1 – 5                                                                 | Italia                                                                | Amichevole                                                            | 2                                                                     |                                                                       |
| 22-1-2003                                                             | Roma                                                                  | Italia                                                                | 4 – 0                                                                 | Scozia                                                                | Amichevole                                                            | -                                                                     |                                                                       |
| 25-2-2003                                                             | Viareggio                                                             | Italia                                                                | 1 – 0                                                                 | Inghilterra                                                           | Amichevole                                                            | -                                                                     |                                                                       |
| 30-3-2003                                                             | Trento                                                                | Italia                                                                | 8 – 0                                                                 | Serbia e Montenegro                                                   | Qual. Euro 2005                                                       | 2                                                                     |                                                                       |
| 16-4-2003                                                             | Hoofddorp                                                             | Paesi Bassi                                                           | 0 – 5                                                                 | Italia                                                                | Amichevole                                                            | 1                                                                     |                                                                       |
| 17-5-2003                                                             | Stoccolma                                                             | Svezia                                                                | 5 – 0                                                                 | Italia                                                                | Qual. Euro 2005                                                       | -                                                                     |                                                                       |
| 19-7-2003                                                             | Vaasa                                                                 | Finlandia                                                             | 1 – 1                                                                 | Italia                                                                | Qual. Euro 2005                                                       | 1                                                                     |                                                                       |
| 9-9-2003                                                              | Livingston                                                            | Scozia                                                                | 0 – 4                                                                 | Italia                                                                | Amichevole                                                            | -                                                                     |                                                                       |
| 27-9-2003                                                             | Frauenfeld                                                            | Svizzera                                                              | 0 – 1                                                                 | Italia                                                                | Qual. Euro 2005                                                       | 1                                                                     |                                                                       |
| 22-10-2003                                                            | Kansas City                                                           | Stati Uniti                                                           | 2 – 2                                                                 | Italia                                                                | Amichevole                                                            | -                                                                     | 80’                                                                   |
| 21-1-2004                                                             | Atene                                                                 | Grecia                                                                | 0 – 3                                                                 | Italia                                                                | Amichevole                                                            | 1                                                                     | 87’                                                                   |
| 17-2-2004                                                             | Viareggio                                                             | Italia                                                                | 2 – 1                                                                 | Paesi Bassi                                                           | Amichevole                                                            | 1                                                                     |                                                                       |
| 14-3-2004                                                             | Guia                                                                  | Italia                                                                | 1 – 0                                                                 | Cina                                                                  | Algarve Cup 2004                                                      | -                                                                     | 80’                                                                   |
| 16-3-2004                                                             | Olhão                                                                 | Norvegia                                                              | 3 – 0                                                                 | Italia                                                                | Algarve Cup 2004                                                      | -                                                                     |                                                                       |
| 18-3-2004                                                             | Lagos                                                                 | Italia                                                                | 2 – 1                                                                 | Finlandia                                                             | Algarve Cup 2004                                                      | 1                                                                     |                                                                       |
| 20-3-2004                                                             | Faro                                                                  | Francia                                                               | 3 – 3 dts (7 - 6 dtr)                                                 | Italia                                                                | Algarve Cup 2004 - Finale 3º posto                                    | 2                                                                     |                                                                       |
| 31-3-2004                                                             | Bolzano                                                               | Italia                                                                | 0 – 1                                                                 | Germania                                                              | Amichevole                                                            | -                                                                     |                                                                       |
| 24-4-2004                                                             | Andria                                                                | Italia                                                                | 1 – 1                                                                 | Finlandia                                                             | Qual. Euro 2005                                                       | 1                                                                     |                                                                       |
| 22-5-2004                                                             | Trapani                                                               | Italia                                                                | 0 – 0                                                                 | Svizzera                                                              | Qual. Euro 2005                                                       | -                                                                     |                                                                       |
| 26-6-2004                                                             | Benevento                                                             | Italia                                                                | 2 – 1                                                                 | Svezia                                                                | Qual. Euro 2005                                                       | 1                                                                     |                                                                       |
| 4-9-2004                                                              | Bergen                                                                | Norvegia                                                              | 3 – 1                                                                 | Italia                                                                | Amichevole                                                            | -                                                                     |                                                                       |
| 25-9-2004                                                             | Niš                                                                   | Serbia e Montenegro                                                   | 1 – 2                                                                 | Italia                                                                | Qual. Euro 2005                                                       | -                                                                     |                                                                       |
| 13-11-2004                                                            | Crotone                                                               | Italia                                                                | 2 – 1                                                                 | Rep. Ceca                                                             | Qual. Euro 2005 - Play-off                                            | -                                                                     |                                                                       |
| 27-11-2004                                                            | Čáslav                                                                | Rep. Ceca                                                             | 0 – 3                                                                 | Italia                                                                | Qual. Euro 2005 - Play-off                                            | 1                                                                     |                                                                       |
| 17-2-2005                                                             | Milton Keynes                                                         | Inghilterra                                                           | 4 – 1                                                                 | Italia                                                                | Amichevole                                                            | -                                                                     |                                                                       |
| 23-2-2005                                                             | Santa Maria da Feira                                                  | Portogallo                                                            | 0 – 2                                                                 | Italia                                                                | Amichevole                                                            | -                                                                     |                                                                       |
| 13-4-2005                                                             | Genova                                                                | Italia                                                                | 1 – 0                                                                 | Danimarca                                                             | Amichevole                                                            | -                                                                     |                                                                       |
| 27-4-2005                                                             | Fiuggi                                                                | Italia                                                                | 0 – 0                                                                 | Finlandia                                                             | Amichevole                                                            | -                                                                     |                                                                       |
| 18-5-2005                                                             | Venezia                                                               | Italia                                                                | 2 – 0                                                                 | Irlanda                                                               | Amichevole                                                            | 1                                                                     |                                                                       |
| 6-6-2005                                                              | Preston                                                               | Francia                                                               | 3 – 1                                                                 | Italia                                                                | Euro 2005 - Fase a gironi                                             | -                                                                     | Cap.                                                                  |
| 9-6-2005                                                              | Preston                                                               | Italia                                                                | 0 – 4                                                                 | Germania                                                              | Euro 2005 - Fase a gironi                                             | -                                                                     | Cap.                                                                  |
| 12-6-2005                                                             | Preston                                                               | Norvegia                                                              | 5 – 3                                                                 | Italia                                                                | Euro 2005 - Fase a gironi                                             | -                                                                     | Cap.                                                                  |
| 7-9-2005                                                              | Zwolle                                                                | Paesi Bassi                                                           | 0 – 2                                                                 | Italia                                                                | Amichevole                                                            | 1                                                                     |                                                                       |
| 24-9-2005                                                             | Monza                                                                 | Italia                                                                | 3 – 1                                                                 | Ucraina                                                               | Qual. Mondiali 2007                                                   | 1                                                                     | 85’                                                                   |
| 29-10-2005                                                            | Bergen                                                                | Norvegia                                                              | 1 – 0                                                                 | Italia                                                                | Qual. Mondiali 2007                                                   | -                                                                     |                                                                       |
| 2-11-2005                                                             | Sesto al Reghena                                                      | Italia                                                                | 6 – 0                                                                 | Serbia e Montenegro                                                   | Qual. Mondiali 2007                                                   | 2                                                                     |                                                                       |
| 8-3-2006                                                              | Isernia                                                               | Italia                                                                | 4 – 0                                                                 | Scozia                                                                | Amichevole                                                            | -                                                                     |                                                                       |
| 12-3-2006                                                             | Venafro                                                               | Italia                                                                | 1 – 0                                                                 | Giappone                                                              | Amichevole                                                            | -                                                                     |                                                                       |
| 29-3-2006                                                             | Aversa                                                                | Italia                                                                | 2 – 0                                                                 | Grecia                                                                | Amichevole                                                            | -                                                                     |                                                                       |
| 22-4-2006                                                             | Atene                                                                 | Grecia                                                                | 0 – 5                                                                 | Italia                                                                | Qual. Mondiali 2007                                                   | 4                                                                     |                                                                       |
| 9-9-2006                                                              | Dublino                                                               | Irlanda                                                               | 0 – 1                                                                 | Italia                                                                | Amichevole                                                            | -                                                                     | 61’                                                                   |
| 23-9-2006                                                             | Rimini                                                                | Italia                                                                | 1 – 2                                                                 | Norvegia                                                              | Qual. Mondiali 2007                                                   | 1                                                                     |                                                                       |
| 28-10-2006                                                            | Seul                                                                  | Canada                                                                | 3 – 2                                                                 | Italia                                                                | Coppa della Regina della Pace 2006                                    | 1                                                                     |                                                                       |
| 30-10-2006                                                            | Masan                                                                 | Brasile                                                               | 1 – 1                                                                 | Italia                                                                | Coppa della Regina della Pace 2006                                    | -                                                                     |                                                                       |
| 1-11-2006                                                             | Changwon                                                              | Corea del Sud                                                         | 1 – 2                                                                 | Italia                                                                | Coppa della Regina della Pace 2006                                    | 1                                                                     | 82’                                                                   |
| 21-2-2007                                                             | Almere                                                                | Paesi Bassi                                                           | 2 – 0                                                                 | Italia                                                                | Amichevole                                                            | -                                                                     |                                                                       |
| 7-3-2007                                                              | Lagos                                                                 | Islanda                                                               | 1 – 2                                                                 | Italia                                                                | Algarve Cup 2007                                                      | 1                                                                     |                                                                       |
| 9-3-2007                                                              | Lagos                                                                 | Portogallo                                                            | 0 – 1                                                                 | Italia                                                                | Algarve Cup 2007                                                      | -                                                                     |                                                                       |
| 12-3-2007                                                             | Silves                                                                | Italia                                                                | 4 – 1                                                                 | Irlanda                                                               | Algarve Cup 2007                                                      | 1                                                                     |                                                                       |
| 14-3-2007                                                             | Olhão                                                                 | Italia                                                                | 1 – 0                                                                 | Germania                                                              | Algarve Cup 2007 - Finale 7º posto                                    | -                                                                     |                                                                       |
| 6-4-2007                                                              | Perth                                                                 | Scozia                                                                | 2 – 1                                                                 | Italia                                                                | Amichevole                                                            | -                                                                     | 63’                                                                   |
| 5-5-2007                                                              | Trento                                                                | Italia                                                                | 0 – 2                                                                 | Svezia                                                                | Qual. Euro 2009                                                       | -                                                                     | Cap.                                                                  |
| 30-5-2007                                                             | Dublino                                                               | Irlanda                                                               | 1 – 2                                                                 | Italia                                                                | Qual. Euro 2009                                                       | 1                                                                     | Cap.                                                                  |
| 1-7-2007                                                              | Qinhuangdao                                                           | Messico                                                               | 2 – 2                                                                 | Italia                                                                | Amichevole                                                            | 1                                                                     |                                                                       |
| 4-7-2007                                                              | Shenyang                                                              | Italia                                                                | 5 – 0                                                                 | Thailandia                                                            | Amichevole                                                            | 2                                                                     |                                                                       |
| 7-7-2007                                                              | Qinhuangdao                                                           | Cina                                                                  | 3 – 1                                                                 | Italia                                                                | Amichevole                                                            | -                                                                     |                                                                       |
| 10-7-2007                                                             | Shenyang                                                              | Italia                                                                | 2 – 1                                                                 | Thailandia                                                            | Amichevole                                                            | -                                                                     |                                                                       |
| 27-10-2007                                                            | Bük                                                                   | Ungheria                                                              | 1 – 3                                                                 | Italia                                                                | Qual. Euro 2009                                                       | 1                                                                     | Cap.                                                                  |
| 31-10-2007                                                            | Noceto                                                                | Italia                                                                | 5 – 0                                                                 | Romania                                                               | Qual. Euro 2009                                                       | 1                                                                     | Cap.                                                                  |
| 30-1-2008                                                             | Martigues                                                             | Francia                                                               | 1 – 0                                                                 | Italia                                                                | Amichevole                                                            | -                                                                     | 58’                                                                   |
| 16-2-2008                                                             | Villacidro                                                            | Italia                                                                | 4 – 1                                                                 | Irlanda                                                               | Qual. Euro 2009                                                       | 1                                                                     | Cap.                                                                  |
| 5-3-2008                                                              | Alvor                                                                 | Norvegia                                                              | 4 – 2                                                                 | Italia                                                                | Algarve Cup 2008                                                      | 1                                                                     |                                                                       |
| 7-3-2008                                                              | Alvor                                                                 | Stati Uniti                                                           | 2 – 0                                                                 | Italia                                                                | Algarve Cup 2008                                                      | -                                                                     |                                                                       |
| 10-3-2008                                                             | Loulé                                                                 | Cina                                                                  | 0 – 2                                                                 | Italia                                                                | Algarve Cup 2008                                                      | 1                                                                     |                                                                       |
| 12-3-2008                                                             | Olhão                                                                 | Svezia                                                                | 3 – 0                                                                 | Italia                                                                | Algarve Cup 2008 - Finale 5º posto                                    | -                                                                     |                                                                       |
| 9-4-2008                                                              | Nyon                                                                  | Svizzera                                                              | 0 – 0                                                                 | Italia                                                                | Amichevole                                                            | -                                                                     |                                                                       |
| 7-5-2008                                                              | Örebro                                                                | Svezia                                                                | 1 – 0                                                                 | Italia                                                                | Qual. Euro 2009                                                       | -                                                                     | Cap.                                                                  |
| 24-5-2008                                                             | Buftea                                                                | Romania                                                               | 1 – 6                                                                 | Italia                                                                | Qual. Euro 2009                                                       | 1                                                                     | Cap.                                                                  |
| 15-6-2008                                                             | Suwon                                                                 | Brasile                                                               | 2 – 1                                                                 | Italia                                                                | Coppa della Regina della Pace 2008                                    | -                                                                     |                                                                       |
| 17-6-2008                                                             | Suwon                                                                 | Australia                                                             | 3 – 0                                                                 | Italia                                                                | Coppa della Regina della Pace 2008                                    | -                                                                     |                                                                       |
| 19-6-2008                                                             | Suwon                                                                 | Stati Uniti                                                           | 2 – 0                                                                 | Italia                                                                | Coppa della Regina della Pace 2008                                    | -                                                                     |                                                                       |
| 2-10-2008                                                             | Montereale Valcellina                                                 | Italia                                                                | 3 – 0                                                                 | Ungheria                                                              | Qual. Euro 2009                                                       | -                                                                     | Cap.                                                                  |
| 25-10-2008                                                            | Praga                                                                 | Rep. Ceca                                                             | 0 – 1                                                                 | Italia                                                                | Qual. Euro 2009 - Play-off                                            | 1                                                                     | Cap.                                                                  |
| 29-10-2008                                                            | Gubbio                                                                | Italia                                                                | 2 – 1                                                                 | Rep. Ceca                                                             | Qual. Euro 2009 - Play-off                                            | 1                                                                     | Cap.                                                                  |
| 31-1-2009                                                             | Sydney                                                                | Australia                                                             | 2 – 2                                                                 | Italia                                                                | Amichevole                                                            | -                                                                     |                                                                       |
| 7-2-2009                                                              | Canberra                                                              | Australia                                                             | 1 – 5                                                                 | Italia                                                                | Amichevole                                                            | 3                                                                     | 84’                                                                   |
| 8-4-2009                                                              | Kilmarnock                                                            | Scozia                                                                | 1 – 4                                                                 | Italia                                                                | Amichevole                                                            | 2                                                                     |                                                                       |
| 28-5-2009                                                             | Helsinki                                                              | Finlandia                                                             | 3 – 2                                                                 | Italia                                                                | Amichevole                                                            | 1                                                                     |                                                                       |
| 25-8-2009                                                             | Lahti                                                                 | Inghilterra                                                           | 1 – 2                                                                 | Italia                                                                | Euro 2009 - Fase a gironi                                             | 1                                                                     | Cap.                                                                  |
| 28-8-2009                                                             | Turku                                                                 | Italia                                                                | 0 – 2                                                                 | Svezia                                                                | Euro 2009 - Fase a gironi                                             | -                                                                     | Cap.                                                                  |
| 31-8-2009                                                             | Helsinki                                                              | Russia                                                                | 0 – 2                                                                 | Italia                                                                | Euro 2009 - Fase a gironi                                             | -                                                                     | Cap.                                                                  |
| 4-9-2009                                                              | Lahti                                                                 | Germania                                                              | 2 – 1                                                                 | Italia                                                                | Euro 2009 - Quarti di finale                                          | 1                                                                     | Cap.                                                                  |
| 19-9-2009                                                             | Domžale                                                               | Slovenia                                                              | 0 – 8                                                                 | Italia                                                                | Qual. Mondiali 2011                                                   | 1                                                                     | Cap.                                                                  |
| 23-9-2009                                                             | Rieti                                                                 | Italia                                                                | 1 – 0                                                                 | Portogallo                                                            | Qual. Mondiali 2011                                                   | 2                                                                     | Cap.                                                                  |
| 24-10-2009                                                            | Erevan                                                                | Armenia                                                               | 0 – 8                                                                 | Italia                                                                | Qual. Mondiali 2011                                                   | 1                                                                     | Cap.                                                                  |
| 25-11-2009                                                            | Francavilla al Mare                                                   | Italia                                                                | 7 – 0                                                                 | Armenia                                                               | Qual. Mondiali 2011                                                   | 2                                                                     | Cap.                                                                  |
| 24-2-2010                                                             | Nicosia                                                               | Nuova Zelanda                                                         | 1 – 0                                                                 | Italia                                                                | Cyprus Cup 2010                                                       | -                                                                     |                                                                       |
| 26-2-2010                                                             | Larnaca                                                               | Italia                                                                | 2 – 0                                                                 | Scozia                                                                | Cyprus Cup 2010                                                       | -                                                                     |                                                                       |
| 1-3-2010                                                              | Nicosia                                                               | Italia                                                                | 1 – 1                                                                 | Paesi Bassi                                                           | Cyprus Cup 2010                                                       | -                                                                     |                                                                       |
| 27-3-2010                                                             | Tocha                                                                 | Portogallo                                                            | 1 – 3                                                                 | Italia                                                                | Qual. Mondiali 2011                                                   | 1                                                                     | Cap.                                                                  |
| 31-3-2010                                                             | Ascoli Piceno                                                         | Italia                                                                | 1 – 1                                                                 | Finlandia                                                             | Qual. Mondiali 2011                                                   | -                                                                     | Cap.                                                                  |
| 19-5-2010                                                             | Stettino                                                              | Polonia                                                               | 1 – 5                                                                 | Italia                                                                | Amichevole                                                            | 2                                                                     | 46’                                                                   |
| 19-6-2010                                                             | Montereale Valcellina                                                 | Italia                                                                | 6 – 0                                                                 | Slovenia                                                              | Qual. Mondiali 2011                                                   | 1                                                                     | Cap.                                                                  |
| 23-6-2010                                                             | Vantaa                                                                | Finlandia                                                             | 1 – 3                                                                 | Italia                                                                | Qual. Mondiali 2011                                                   | -                                                                     | Cap.                                                                  |
| 11-9-2010                                                             | Besançon                                                              | Francia                                                               | 0 – 0                                                                 | Italia                                                                | Qual. Mondiali 2011 - Play-off                                        | -                                                                     | Cap.                                                                  |
| 15-9-2010                                                             | Gubbio                                                                | Italia                                                                | 2 – 3                                                                 | Francia                                                               | Qual. Mondiali 2011 - Play-off                                        | 1                                                                     | Cap. 90+3’                                                            |
| 2-10-2010                                                             | Černihiv                                                              | Ucraina                                                               | 0 – 3                                                                 | Italia                                                                | Qual. Mondiali 2011 - Play-off                                        | 1                                                                     | Cap.                                                                  |
| 6-10-2010                                                             | Latina                                                                | Italia                                                                | 0 – 0                                                                 | Ucraina                                                               | Qual. Mondiali 2011 - Play-off                                        | -                                                                     | Cap.                                                                  |
| 23-10-2010                                                            | Treviso                                                               | Italia                                                                | 1 – 0                                                                 | Svizzera                                                              | Qual. Mondiali 2011 - Play-off                                        | -                                                                     | Cap.                                                                  |
| 27-10-2010                                                            | Aarau                                                                 | Svizzera                                                              | 2 – 4                                                                 | Italia                                                                | Qual. Mondiali 2011 - Play-off                                        | 1                                                                     | Cap. 90’                                                              |
| 20-11-2010                                                            | Padova                                                                | Italia                                                                | 0 – 1                                                                 | Stati Uniti                                                           | Qual. Mondiali 2011 - Play-off UEFA-CONCACAF                          | -                                                                     | Cap.                                                                  |
| 27-11-2010                                                            | Bridgeview                                                            | Stati Uniti                                                           | 1 – 0                                                                 | Italia                                                                | Qual. Mondiali 2011 - Play-off UEFA-CONCACAF                          | -                                                                     | Cap.                                                                  |
| 2-3-2011                                                              | Larnaca                                                               | Inghilterra                                                           | 2 – 0                                                                 | Italia                                                                | Cyprus Cup 2011                                                       | -                                                                     | Cap. 64’                                                              |
| 4-3-2011                                                              | Nicosia                                                               | Italia                                                                | 0 – 1                                                                 | Canada                                                                | Cyprus Cup 2011                                                       | -                                                                     | Cap.                                                                  |
| 7-3-2011                                                              | Larnaca                                                               | Scozia                                                                | 0 – 0                                                                 | Italia                                                                | Cyprus Cup 2011                                                       | -                                                                     | Cap. 70’                                                              |
| 9-3-2011                                                              | Larnaca                                                               | Russia                                                                | 0 – 2                                                                 | Italia                                                                | Cyprus Cup 2011 - Finale 9º posto                                     | 1                                                                     | Cap. 46’                                                              |
| 3-6-2011                                                              | Osnabrück                                                             | Germania                                                              | 5 – 0                                                                 | Italia                                                                | Amichevole                                                            | -                                                                     | Cap. 63’                                                              |
| 17-9-2011                                                             | Sarajevo                                                              | Bosnia ed Erzegovina                                                  | 0 – 1                                                                 | Italia                                                                | Qual. Euro 2013                                                       | -                                                                     | Cap.                                                                  |
| 19-11-2011                                                            | Pruszków                                                              | Polonia                                                               | 0 – 5                                                                 | Italia                                                                | Qual. Euro 2013                                                       | 1                                                                     | Cap. 81’                                                              |
| 23-11-2011                                                            | Trani                                                                 | Italia                                                                | 2 – 0                                                                 | Grecia                                                                | Qual. Euro 2013                                                       | -                                                                     | Cap. 72’                                                              |
| 8-12-2011                                                             | San Paolo                                                             | Brasile                                                               | 5 – 1                                                                 | Italia                                                                | Torneio Internacional 2011                                            | -                                                                     | Cap. 83’                                                              |
| 11-12-2011                                                            | San Paolo                                                             | Italia                                                                | 2 – 2                                                                 | Danimarca                                                             | Torneio Internacional 2011                                            | -                                                                     | Cap. 84’                                                              |
| 18-12-2011                                                            | San Paolo                                                             | Italia                                                                | 3 – 2                                                                 | Cile                                                                  | Torneio Internacional 2011 - Finale 3º posto                          | -                                                                     | Cap.                                                                  |
| 28-2-2012                                                             | Larnaca                                                               | Paesi Bassi                                                           | 2 – 1                                                                 | Italia                                                                | Cyprus Cup 2012                                                       | 1                                                                     | Cap.                                                                  |
| 4-3-2012                                                              | Paralimni                                                             | Italia                                                                | 2 – 1                                                                 | Scozia                                                                | Cyprus Cup 2012                                                       | -                                                                     | Cap.                                                                  |
| 6-3-2012                                                              | Paralimni                                                             | Italia                                                                | 3 – 1                                                                 | Inghilterra                                                           | Cyprus Cup 2012 - Finale 3º posto                                     | 1                                                                     | Cap.                                                                  |
| 31-3-2012                                                             | Ferrara                                                               | Italia                                                                | 4 – 0                                                                 | Bosnia ed Erzegovina                                                  | Qual. Euro 2013                                                       | 2                                                                     | Cap.                                                                  |
| 4-4-2012                                                              | Podol'sk                                                              | Russia                                                                | 0 – 2                                                                 | Italia                                                                | Qual. Euro 2013                                                       | 2                                                                     | Cap.                                                                  |
| 16-6-2012                                                             | Torino                                                                | Italia                                                                | 9 – 0                                                                 | Macedonia                                                             | Qual. Euro 2013                                                       | 3                                                                     | Cap. 65’                                                              |
| 16-9-2012                                                             | San Benedetto del Tronto                                              | Italia                                                                | 1 – 0                                                                 | Polonia                                                               | Qual. Euro 2013                                                       | 1                                                                     | Cap.                                                                  |
| 19-9-2012                                                             | Atene                                                                 | Grecia                                                                | 0 – 0                                                                 | Italia                                                                | Qual. Euro 2013                                                       | -                                                                     | Cap. 75’                                                              |
| 6-3-2013                                                              | Nicosia                                                               | Inghilterra                                                           | 4 – 2                                                                 | Italia                                                                | Cyprus Cup 2013                                                       | -                                                                     | Cap.                                                                  |
| 11-3-2013                                                             | Larnaca                                                               | Scozia                                                                | 2 – 1                                                                 | Italia                                                                | Cyprus Cup 2013                                                       | -                                                                     | Cap.                                                                  |
| 13-3-2013                                                             | Larnaca                                                               | Corea del Sud                                                         | 0 – 1                                                                 | Italia                                                                | Cyprus Cup 2013 - Finale 9º posto                                     | -                                                                     | Cap. 55’                                                              |
| 7-4-2013                                                              | Sankt Veit an der Glan                                                | Austria                                                               | 1 – 3                                                                 | Italia                                                                | Amichevole                                                            | 1                                                                     | Cap.                                                                  |
| 10-7-2013                                                             | Halmstad                                                              | Italia                                                                | 0 – 0                                                                 | Finlandia                                                             | Euro 2013 - Fase a gironi                                             | -                                                                     | Cap.                                                                  |
| 13-7-2013                                                             | Halmstad                                                              | Italia                                                                | 2 – 1                                                                 | Danimarca                                                             | Euro 2013 - Fase a gironi                                             | -                                                                     | Cap. 72’                                                              |
| 16-7-2013                                                             | Halmstad                                                              | Svezia                                                                | 3 – 1                                                                 | Italia                                                                | Euro 2013 - Fase a gironi                                             | -                                                                     | Cap. 62’                                                              |
| 21-7-2013                                                             | Växjö                                                                 | Italia                                                                | 0 – 1                                                                 | Germania                                                              | Euro 2013 - Quarti di finale                                          | -                                                                     | Cap.                                                                  |
| 13-2-2014                                                             | Novara                                                                | Italia                                                                | 6 – 1                                                                 | Rep. Ceca                                                             | Qual. Mondiali 2015                                                   | 1                                                                     | Cap.                                                                  |
| 5-3-2014                                                              | Larnaca                                                               | Inghilterra                                                           | 2 – 0                                                                 | Italia                                                                | Cyprus Cup 2014                                                       | -                                                                     | Cap. 75’                                                              |
| 7-3-2014                                                              | Larnaca                                                               | Italia                                                                | 1 – 3                                                                 | Canada                                                                | Cyprus Cup 2014                                                       | -                                                                     | Cap.                                                                  |
| 10-3-2014                                                             | Larnaca                                                               | Italia                                                                | 1 – 1                                                                 | Finlandia                                                             | Cyprus Cup 2014                                                       | 1                                                                     | Cap. 55’                                                              |
| 12-3-2014                                                             | Paralimni                                                             | Australia                                                             | 5 – 2                                                                 | Italia                                                                | Cyprus Cup 2014 - Finale 7º posto                                     | 1                                                                     | Cap.                                                                  |
| 5-4-2014                                                              | Vicenza                                                               | Italia                                                                | 0 – 0                                                                 | Spagna                                                                | Qual. Mondiali 2015                                                   | -                                                                     | Cap.                                                                  |
| 10-4-2014                                                             | Cluj-Napoca                                                           | Romania                                                               | 1 – 2                                                                 | Italia                                                                | Qual. Mondiali 2015                                                   | 1                                                                     | Cap.                                                                  |
| 8-5-2014                                                              | Skopje                                                                | Macedonia                                                             | 0 – 11                                                                | Italia                                                                | Qual. Mondiali 2015                                                   | 1                                                                     | Cap. 46’                                                              |
| 14-6-2014                                                             | Praga                                                                 | Rep. Ceca                                                             | 0 – 4                                                                 | Italia                                                                | Qual. Mondiali 2015                                                   | 2                                                                     | Cap. 84’                                                              |
| 13-9-2014                                                             | Vercelli                                                              | Italia                                                                | 4 – 0                                                                 | Estonia                                                               | Qual. Mondiali 2015                                                   | -                                                                     | Cap. 62’                                                              |
| 17-9-2014                                                             | Vercelli                                                              | Italia                                                                | 15 – 0                                                                | Macedonia                                                             | Qual. Mondiali 2015                                                   | 2                                                                     | Cap. 46’                                                              |
| 25-10-2014                                                            | Rieti                                                                 | Italia                                                                | 2 – 1                                                                 | Ucraina                                                               | Qual. Mondiali 2015 - Play-off                                        | -                                                                     | Cap.                                                                  |
| 29-10-2014                                                            | Leopoli                                                               | Ucraina                                                               | 2 – 2                                                                 | Italia                                                                | Qual. Mondiali 2015 - Play-off                                        | 1                                                                     | Cap. 85’                                                              |
| 22-11-2014                                                            | L'Aia                                                                 | Paesi Bassi                                                           | 1 – 1                                                                 | Italia                                                                | Qual. Mondiali 2015 - Play-off                                        | -                                                                     | Cap.                                                                  |
| 27-11-2014                                                            | Verona                                                                | Italia                                                                | 1 – 2                                                                 | Paesi Bassi                                                           | Qual. Mondiali 2015 - Play-off                                        | -                                                                     | Cap. 83’                                                              |
| Totale                                                                |                                                                       | Presenze                                                              | 201                                                                   |                                                                       | Reti                                                                  | 109                                                                   |                                                                       |

### Statistiche da allenatrice
Statistiche aggiornate al 25 febbraio 2023
| Stagione        | Squadra         | Campionato      | Campionato | Campionato | Campionato | Campionato | Coppe nazionali | Coppe nazionali | Coppe nazionali | Coppe nazionali | Coppe nazionali | Coppe continentali | Coppe continentali | Coppe continentali | Coppe continentali | Coppe continentali | Altre coppe | Altre coppe | Altre coppe | Altre coppe | Altre coppe | Totale | Totale | Totale | Totale | % Vittorie | Piazzamento |
| Stagione        | Squadra         | Comp            | G          | V          | N          | P          | Comp            | G               | V               | N               | P               | Comp               | G                  | V                  | N                  | P                  | Comp        | G           | V           | N           | P           | G      | V      | N      | P      | %          | Piazzamento |
| --------------- | --------------- | --------------- | ---------- | ---------- | ---------- | ---------- | --------------- | --------------- | --------------- | --------------- | --------------- | ------------------ | ------------------ | ------------------ | ------------------ | ------------------ | ----------- | ----------- | ----------- | ----------- | ----------- | ------ | ------ | ------ | ------ | ---------- | ----------- |
| 2021-2022       | Fiorentina      | A               | 22         | 7          | 3          | 12         | CI              | 4               | 2               | 2               | 0               | -                  | -                  | -                  | -                  | -                  | -           | -           | -           | -           | -           | 26     | 9      | 5      | 12     | 34,62      | 7º          |
| 2022-2023       | A               | 26              | 13         | 3          | 10         | CI         | 4               | 2               | 1               | 1               | -               | -                  | -                  | -                  | -                  | -                  | -           | -           | -           | -           | 30          | 15     | 4      | 11     | 50,00  | 4º         |             |
| Totale carriera | Totale carriera | Totale carriera | 48         | 20         | 6          | 22         |                 | 8               | 4               | 3               | 1               |                    | -                  | -                  | -                  | -                  |             | -           | -           | -           | -           | 55     | 24     | 9      | 23     | 43,64      |             |

## Palmarès

### Giocatrice

#### Club
- Campionato italiano: 10

Modena: 1997-1998
Lazio: 2001-2002
Bardolino Verona/AGSM Verona: 2006-2007, 2007-2008, 2008-2009, 2014-2015
Torres: 2009-2010, 2010-2011, 2011-2012, 2012-2013
- Coppa Italia: 5

Lazio: 1998-1999, 2002-2003
Bardolino: 2006-2007, 2008-2009
Torres: 2010-2011
- Supercoppa italiana: 8

Modena: 1998
Bardolino: 2007, 2008
Torres: 2009, 2010, 2011, 2012, 2013

#### Individuale
- Capocannoniere della Serie A: 14

1998-1999 (51 reti), 1999-2000 (41 reti), 2000-2001 (41 reti), 2001-2002 (47 reti), 2004-2005 (32 reti), 2005-2006 (24 reti), 2006-2007 (21 reti), 2007-2008 (27 reti), 2008-2009 (23 reti), 2010-2011 (25 reti), 2011-2012 (29 reti), 2012-2013 (35 reti), 2013-2014 (43 reti), 2014-2015 (34 reti)
- Inserita nella Hall of Fame del calcio italiano nella categoria Calciatrice italiana

2015